# Brandon Hagel
Brandon Hagel (né le 27 août 1998 à Saskatoon dans la province de la Saskatchewan au Canada) est un joueur professionnel canadien de hockey sur glace⁣. ⁣ Il évolue au poste d'ailier gauche.

## Biographie

### Carrière en club
En 2014, il commence sa carrière junior avec les Wolverines de Whitecourt dans la Ligue de hockey junior de l'Alberta. En 2015, il rejoint les Rebels de Red Deer dans la Ligue de hockey de l'Ouest. Il est sélectionné au cours du repêchage d'entrée dans la LNH 2016 par les Sabres de Buffalo au 6e tour, en 159e position.
En 2019, il passe professionnel avec les IceHogs de Rockford dans la Ligue américaine de hockey. Il joue son premier match dans la Ligue nationale de hockey avec les Blackhawks de Chicago le 11 mars 2020 face aux Sharks de San José. Il enregistre son premier point, une assistance le 27 janvier 2021 contre les Predators de Nashville. Il marque son premier but dans la LNH le 23 février 2021 chez les Blue Jackets de Columbus.
Le 18 mars 2022, il est échangé avec deux choix de 4e tour de repêchage au Lightning de Tampa Bay en retour de Taylor Raddysh, Boris Katchouk et deux choix de 1er tour au repêchage d'entrée dans la LNH 2023 et 2024.
Le 22 août 2023, avec une saison à faire à son contrat, il accepte une prolongation de contrat de huit ans, d'une valeur de 52 millions $. Il deviendra donc agent libre sans restriction à la fin de la saison 2031-2032.

### Carrière internationale
Il représente le Canada au niveau international.

## Statistiques

### En club
| Saison     | Équipe                   | Ligue      |     | Saison régulière | Saison régulière | Saison régulière | Saison régulière | Saison régulière |   | Séries éliminatoires | Séries éliminatoires | Séries éliminatoires | Séries éliminatoires | Séries éliminatoires |
| Saison     | Équipe                   | Ligue      | PJ  | B                | A                | Pts              | Pun              | PJ               | B | A                    | Pts                  | Pun                  |                      |                      |
| 2014-2015  | Wolverines de Whitecourt | LHJA       | 6   | 1                | 1                | 2                | 0                | 4                | 0 | 1                    | 1                    | 0                    |                      |                      |
| 2015-2016  | Wolverines de Whitecourt | LHJA       | 3   | 1                | 2                | 3                | 2                | -                | - | -                    | -                    | -                    |                      |                      |
| 2015-2016  | Rebels de Red Deer       | LHOu       | 72  | 13               | 34               | 47               | 46               | 17               | 1 | 9                    | 10                   | 18                   |                      |                      |
| 2016-2017  | Rebels de Red Deer       | LHOu       | 65  | 31               | 40               | 71               | 85               | 7                | 7 | 1                    | 8                    | 10                   |                      |                      |
| 2017-2018  | Rebels de Red Deer       | LHOu       | 56  | 18               | 41               | 59               | 45               | 5                | 5 | 1                    | 6                    | 16                   |                      |                      |
| 2018-2019  | Rebels de Red Deer       | LHOu       | 66  | 41               | 61               | 102              | 80               | 4                | 4 | 2                    | 6                    | 8                    |                      |                      |
| 2018-2019  | IceHogs de Rockford      | LAH        | 8   | 0                | 1                | 1                | 2                | -                | - | -                    | -                    | -                    |                      |                      |
| 2019-2020  | IceHogs de Rockford      | LAH        | 59  | 19               | 12               | 31               | 38               | -                | - | -                    | -                    | -                    |                      |                      |
| 2019-2020  | Blackhawks de Chicago    | LNH        | 1   | 0                | 0                | 0                | 0                | -                | - | -                    | -                    | -                    |                      |                      |
| 2020-2021  | HC Thurgovie             | SL         | 14  | 8                | 7                | 15               | 8                | -                | - | -                    | -                    | -                    |                      |                      |
| 2020-2021  | Blackhawks de Chicago    | LNH        | 52  | 9                | 15               | 24               | 11               | -                | - | -                    | -                    | -                    |                      |                      |
| 2021-2022  | Blackhawks de Chicago    | LNH        | 55  | 21               | 16               | 37               | 23               | -                | - | -                    | -                    | -                    |                      |                      |
| 2021-2022  | Lightning de Tampa Bay   | LNH        | 22  | 4                | 3                | 7                | 8                | 23               | 2 | 4                    | 6                    | 25                   |                      |                      |
| 2022-2023  | Lightning de Tampa Bay   | LNH        | 81  | 30               | 34               | 64               | 54               | 6                | 1 | 4                    | 5                    | 0                    |                      |                      |
| 2023-2024  | Lightning de Tampa Bay   | LNH        | 82  | 26               | 49               | 75               | 79               | 5                | 3 | 2                    | 5                    | 2                    |                      |                      |
| Totaux LNH | Totaux LNH               | Totaux LNH | 293 | 90               | 117              | 207              | 175              | 34               | 6 | 10                   | 16                   | 27                   |                      |                      |

### En équipe nationale
| Année | Équipe | Compétition                 |    | PJ | B | A | Pts | Pun | +/-           |  | Résultat |
| 2021  | Canada | Championnat du monde        | 10 | 0  | 0 | 0 | 0   | -4  | Médaille d'or |  |          |
| 2024  | Canada | Championnat du monde        | 10 | 3  | 4 | 7 | 2   | +2  | 4e place      |  |          |
| 2025  | Canada | Confrontation des 4 nations | 4  | 0  | 1 | 1 | 5   | -2  | Vainqueur     |  |          |